# 云阳镇 (泾阳县)
云阳镇，是中华人民共和国陕西省咸陽市泾阳县下辖的一个乡镇级行政单位。1937年7月20～27日，中共红军前敌总政治部在云阳镇召开了全军政治工作会议。

## 行政区划
云阳镇下辖以下地区：
云阳社区、中街村、东街村、张家屯村、大里村、滑里村、枣阳村、街子村、西街村、兴隆村、东芦村、花马村、樊尧村、小里村、火烧庙村、三里村、罗家堡村、马家堡村、翟家村、公里村、居智村、扫宋村、仇家村、高家村和寨子村。